# Episodi di In famiglia e con gli amici (seconda stagione)
La seconda stagione della serie televisiva In famiglia e con gli amici è stata trasmessa in anteprima negli Stati Uniti d'America dalla ABC tra il 6 dicembre 1988 e il 16 maggio 1989.
| nº | Titolo originale              | Titolo italiano | Prima TV USA     | Prima TV Italia |
| -- | ----------------------------- | --------------- | ---------------- | --------------- |
| 1  | We'll Meet Again              |                 | 6 dicembre 1988  |                 |
| 2  | In Re: The Marriage of Weston |                 | 13 dicembre 1988 |                 |
| 3  | The Mike Van Dyke Show        |                 | 20 dicembre 1988 |                 |
| 4  | Trust Me                      |                 | 3 gennaio 1989   |                 |
| 5  | No Promises                   |                 | 10 gennaio 1989  |                 |
| 6  | Politics                      |                 | 17 gennaio 1989  |                 |
| 7  | Success                       |                 | 31 gennaio 1989  |                 |
| 8  | First Day/Last Day            |                 | 7 febbraio 1989  |                 |
| 9  | About Last Night              |                 | 14 febbraio 1989 |                 |
| 10 | Elliot's Dad                  |                 | 28 febbraio 1989 |                 |
| 11 | Payment Due                   |                 | 7 marzo 1989     |                 |
| 12 | Deliverance                   |                 | 21 marzo 1989    |                 |
| 13 | Michael Writes a Story        |                 | 4 aprile 1989    |                 |
| 14 | New Job                       |                 | 11 aprile 1989   |                 |
| 15 | Be a Good Girl                |                 | 25 aprile 1989   |                 |
| 16 | Courting Nancy                |                 | 2 maggio 1989    |                 |
| 17 | Best of Enemies               |                 | 16 maggio 1989   |                 |